# شيقيكازو ناكامورا
شيقيكازو ناكامورا (باليابانية: 中村 重和) (30 يوليو 1958 في ناغاساكي في اليابان – )؛ هو لاعب كرة قدم ياباني سابق كان يلعب كمدافع.

## وصلات خارجية
- J.League Data Site (باليابانية)